# زود باش زود باش
زود باش زود باش (به انگلیسی: C'mon C'mon) یک فیلم درام سیاه و سفید آمریکایی ساخت سال ۲۰۲۱ به نویسندگی و کارگردانی مایک میلز است. واکین فینیکس، گبی هافمن، اسکوت مک‌نیری، مالی وبستر، جابوکی یانگ-وایت و وودی نورمن در این فیلم بازی می‌کنند. نخستین نمایش جهانی فیلم در چهل و هشتمین جشنواره فیلم تلوراید در ۲ سپتامبر ۲۰۲۱ بود و به‌طور محدود در ۱۹ نوامبر ۲۰۲۱ توسط ای۲۴ اکران سینمایی شد. زودباش زودباش مورد ستایش منتقدان قرار گرفت.

## بازیگران
- واکین فینیکس در نقش جانی
- گابی هافمن در نقش ویو
- وودی نورمن در نقش جسی
- اسکات مک نیری در نقش پل
- مولی وبستر در نقش روکسان[۶]
- جابوکی یانگ وایت در نقش فرناندو[۷]

## بازخورد

### فروش
زودباش زودباش در پایان هفته گشایش و افتتاحیه خود ۱۳۴۰۰۰ دلار از پنج سالن نمایش‌دهنده به دست آورد. در دومین آخر هفته اکران در ۱۰۲ سالن سینما ۲۹۳۸۰۰ دلار فروخت و در سومین نمایش در ۵۶۵ سالن ۴۶۲۰۲۲ دلار در فروخت.

### بازخورد منتقدان
در تارنمای گردآوری دیدگاه‌های راتن تومیتوز، این فیلم از ۱۵۵ بازخورد، با میانگین امتیاز ۸٫۰/۱۰، و ۹۴ دیدگاه مثبت و پسند را به دست آورد. اجماع منتقدان این تارنما آمده: «پیوند شیرین بین واکین فینیکس و وودی نورمن با رویکرد همدلانه مایک میلز، نویسنده و کارگردان آرسته می‌شود و به زودباش زودباش کمک می‌کند تا از تله‌های شناخته شده بگریزد». در متاکریتیک، فیلم بر اساس ۴۱ بازخورد، میانگین وزنی ۸۱ از ۱۰۰ را به دست آورده‌است که نشان دهنده «ستایش همگانی» است.